# Tofersen
Tofersen es un medicamento indicado en el tratamiento de pacientes diagnosticados de esclerosis lateral amiotrófica (ELA) asociada a una mutación en el gen de la proteína superóxido dismutasa 1 (SOD1-ALS). Su uso puede aprobado por la  Administración de Alimentos y Medicamentos de Estados Unidos (FDA) en mayo de 2023 y por la Agencia Europea del Medicamento (EMA) en abril de 2024. Es un oligonucleótido antisentido dirigido al ARN mensajero del gen SOD1. Se administra mediante inyección intratecal.

 

## Mecanismo de acción
Los oligonucleótidos antisentido son pequeños fragmentos de ácido nucleico, de entre 13 y 25 nucleótidos, complementarios de la secuencia de un gen, se unen al ARN mensajero del mismo y evitan así la producción de una proteína mutada.